# Pampelonne (plaża)
Pampelonne – piaszczysta plaża w gminie Ramatuelle w departamencie Var, rozpropagowana wśród turystów i celebrytów począwszy od lat 50. XX wieku, położona w zatoce w pobliżu Saint-Tropez. 

## Opis
Plaża Pampelonne rozciąga się na powierzchni 27 hektarów nad brzegiem zatoki o długości niecałych 5 kilometrów, pomiędzy przylądkami Cap Camarat i Cap Bonne Terrasse na południu a przylądkiem Cap Pinet na północy. Od zachodu ograniczona jest natomiast wydmami oraz naturalną roślinnością, łąkami, lasami sosnowymi, winnicami i ulokowaną tam infrastrukturą wypoczynkową. 
Nazwa plaży pojawiała się już w publikacjach z XIX wieku jako Pampalaune, Pampelanne lub Pampelune. W 1927 rozparcelowane zostały pierwsze działki w pobliżu plaży i od tego czasu zaczęły powstawać pierwsze pojedyncze zabudowania infrastrukturalne. W latach międzywojennych miejsce nie było bardzo popularne i zdecydowanie ustępowało miejsca innym kurortom nad Lazurowym Wybrzeżem, jak Monako, Nicea i Cannes. 
W czasach II wojny światowej plażowiczów wyparli kłusownicy, polujący na dziką zwierzynę. W sierpniu 1944 plaża była jednym z miejsc desantu alianckiego w ramach Operacji Dragoon. Wojska zajęły ją już w pierwszym dniu lądowania w Prowansji, 15 sierpnia 1944, pod dowództwem generała Alexandra Patcha. Pierwszy żołnierz, który dotarł do plaży, porucznik André Murphy, był również pierwszym, który dotknął ziemi francuskiej w ramach tej operacji i w 1948 został odznaczony Orderem Legii Honorowej. W południowej części plaży zostało zlokalizowane tymczasowe lądowisko, zapewniające łączność z bazami na Korsyce i w Afryce Północnej. 
Pampelonne zyskała międzynarodową sławę począwszy od lat 50. i 60. XX wieku. Przełomem okazał się nagrywany na plaży w 1955 film pt. I Bóg stworzył kobietę w reżyserii Rogera Vadima. Grająca rolę główną Brigitte Bardot wypromowała wówczas również modę na strój bikini. Miejscowa kantyna, w której stołowała się ekipa filmowa przeobraziła się natomiast w luksusowy klub i restaurację, pod nazwą Club 55 (od nazwy roku powstania). Plaża stała się również miejscem uprawiania naturyzmu. Po raz kolejny została ukazana na ekranie w 1964 w filmie pt. Żandarm z Saint-Tropez (a także jego kontynuacjach pt. Żandarm na emeryturze oraz Żandarm i kosmici), w którym grający tytułową rolę Louis de Funès ścigał miejscowych nudystów.
Rosnąca sława spowodowała napływ rzeszy turystów oraz ściągnęła licznych ludzi kina, mody, muzyki, kultury i sztuki oraz różnych celebrytów. Na nabrzeżu zaczęły powstawać coraz liczniejsze restauracje, kluby, kempingi i luksusowe wille, natomiast w zatoce zaczęły cumować jachty i łodzie. Lista rozpoznawalnych gości zmieniała się w zależności od dekady. W rejonie plaży swą willę "La Madrague" zakupiła Brigitte Bardot, a w 1997 w pobliżu Pampelonne wypoczywała księżna Diana w czasie ostatnich wakacji przed śmiercią. Jako największa w okolicy, plaża stanowi główne miejsce kąpieli słonecznych turystów z pobliskiego Saint-Tropez. 

## Galeria

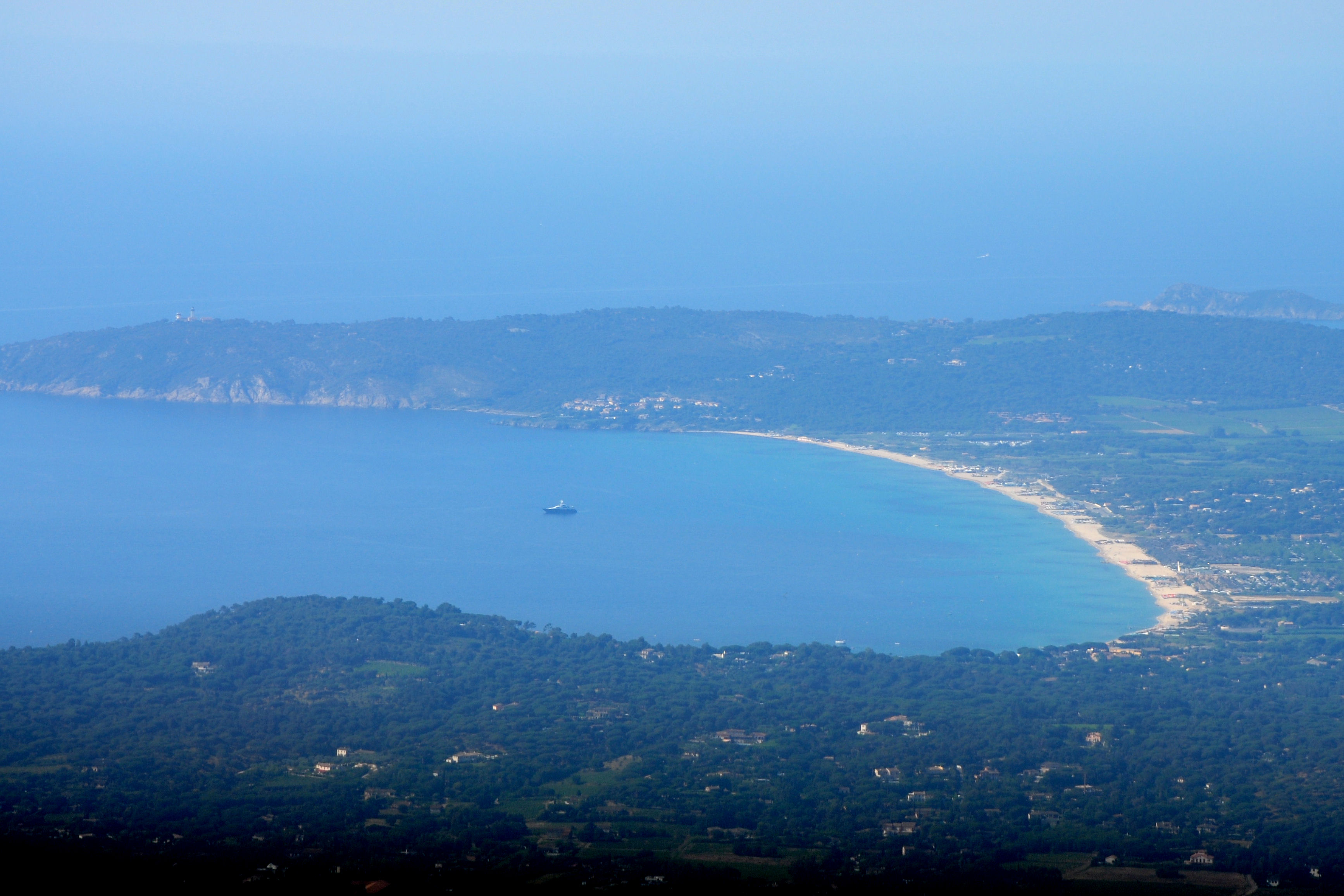
Zatoka z plażą Pampelonne
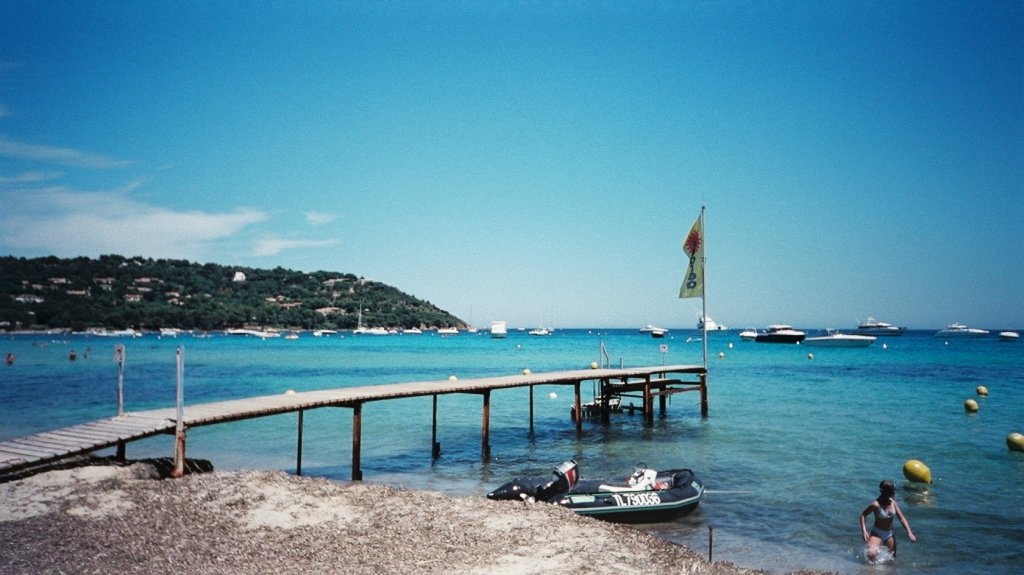
Plaża Pampelonne
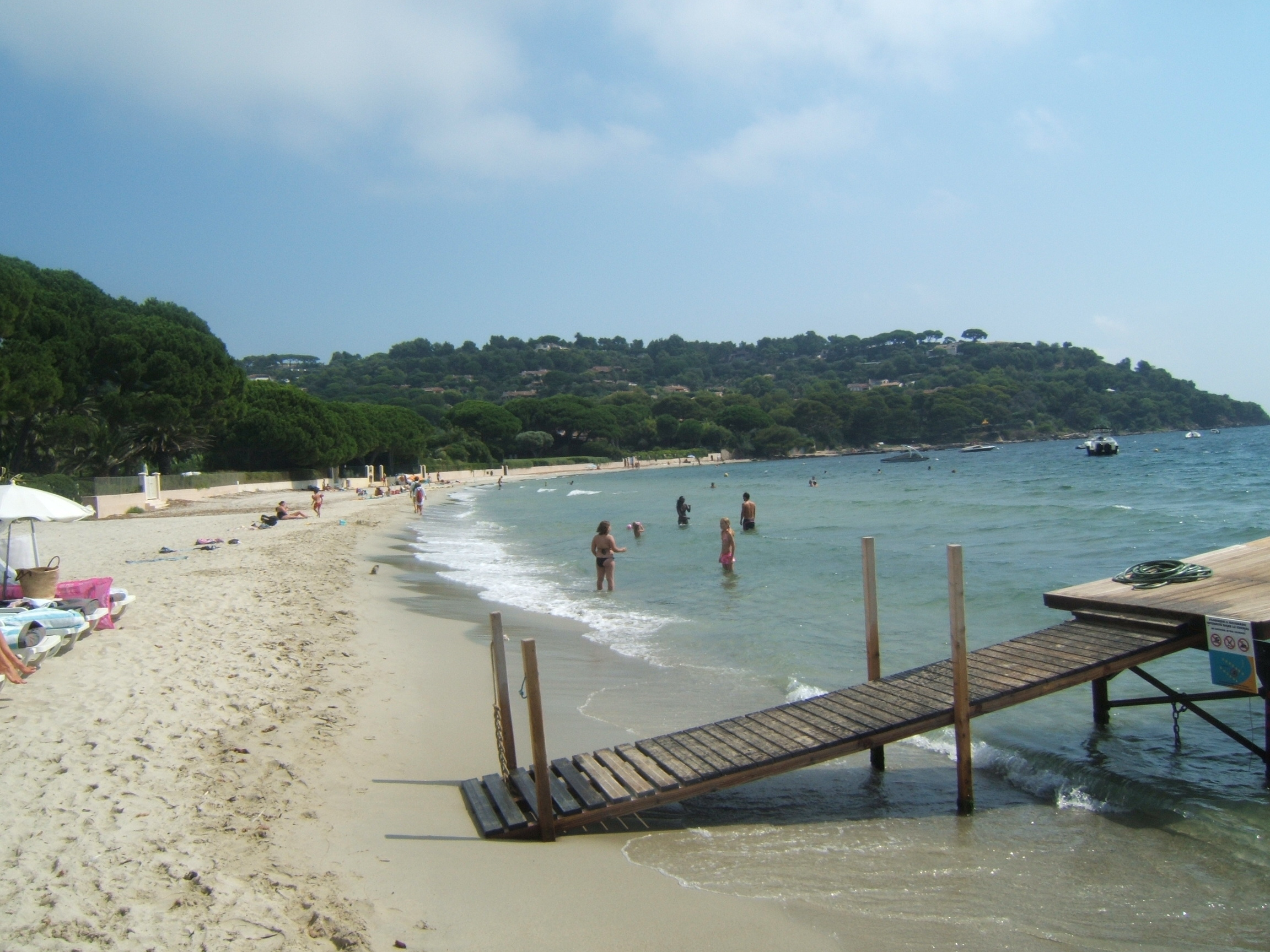
Plaża Pampelonne
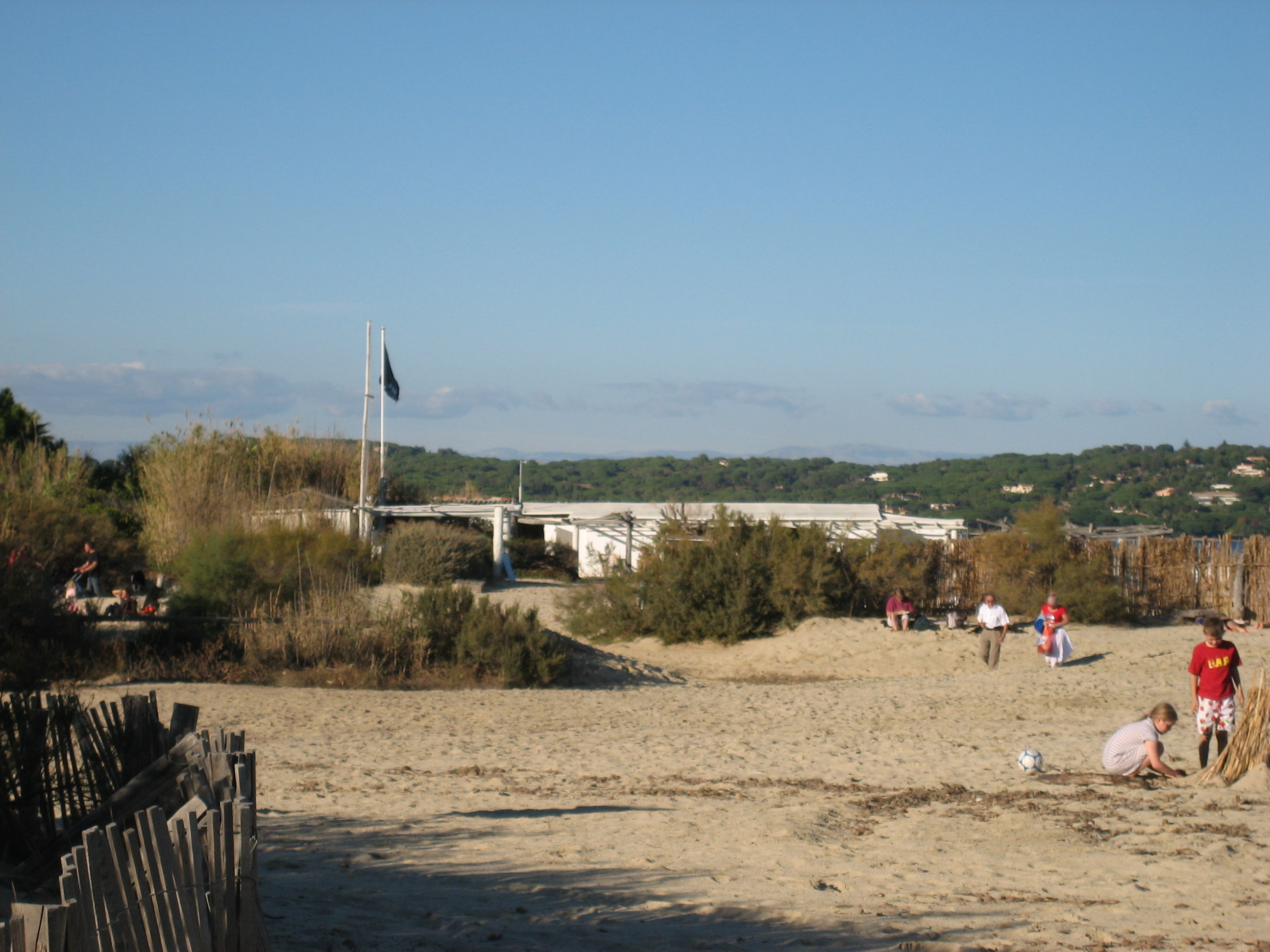
Club 55
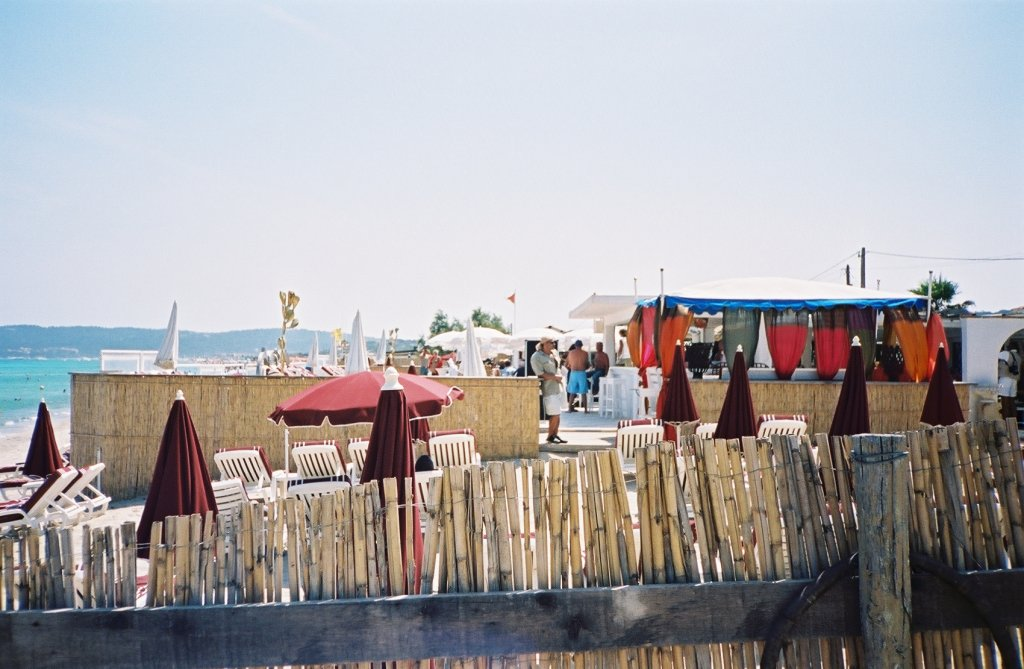
Klub La Voile Rouge